# باشگاه فوتبال اسخطه خجند
باشگاه فوتبال اسخطه خجند یک باشگاه فوتبال در شهر خجند تاجیکستان است. این باشگاه در لیگ عالی تاجیکستان بازی می‌کند.